# 776
Вижте пояснителната страница за други значения на 776.